# Сент-Этьен-де-Валу
Сент-Этье́н-де-Валу́ (фр. Saint-Étienne-de-Valoux, окс. Sant Estève de Valoux) — коммуна во Франции, находится в регионе Рона — Альпы. Департамент коммуны — Ардеш. Входит в состав кантона Серьер. Округ коммуны — Турнон-сюр-Рон.
Код INSEE коммуны — 07234.
Коммуна расположена приблизительно в 450 км к юго-востоку от Парижа, в 60 км южнее Лиона, в 60 км к северу от Прива.

## Население
Население коммуны на 2008 год составляло 293 человека.
| 1962 | 1968 | 1975 | 1982 | 1990 | 1999 | 2008 |
| ---- | ---- | ---- | ---- | ---- | ---- | ---- |
| 205  | 217  | 218  | 216  | 200  | 200  | 293  |

## Экономика

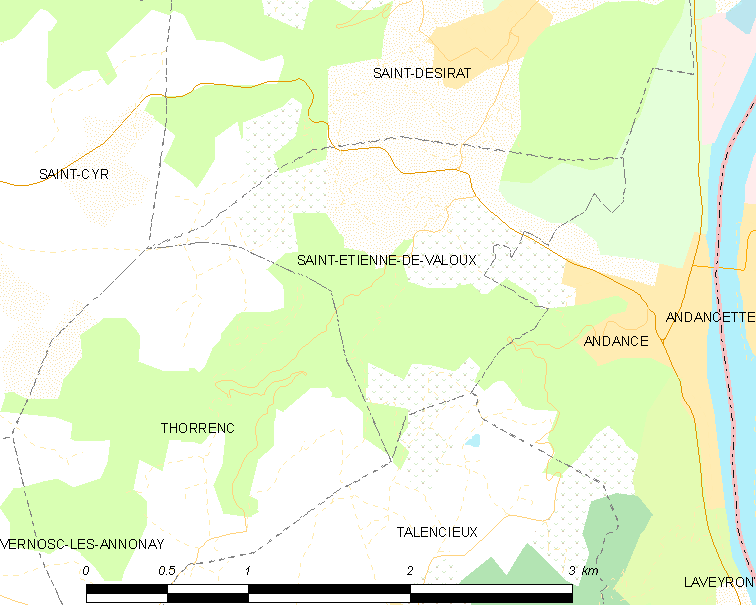
Карта коммуны

В 2007 году среди 169 человек в трудоспособном возрасте (15—64 лет) 120 были экономически активными, 49 — неактивными (показатель активности — 71,0 %, в 1999 году было 69,3 %). Из 120 активных работали 114 человек (62 мужчины и 52 женщины), безработных было 6 (2 мужчин и 4 женщины). Среди 49 неактивных 12 человек были учениками или студентами, 15 — пенсионерами, 22 были неактивными по другим причинам.

## Достопримечательности
- Замок Торранк